# بخش سرشیو (سقز)
بخش سرشیو (کردی: Serşîw) یکی از بخش‌های شهرستان سقز در استان کردستان در غرب ایران است. در تاریخ ۱۸ مرداد ۱۴۰۲ با تصویب هیئت دولت مرکز بخش سرشیو به روستای قشلاق‌پل تغییر یافت.

## تقسیمات کشوری
- بخش سرشیو
  - دهستان چهل چشمه غربی
  - دهستان ذوالفقار

## جمعیت
بنابر سرشماری مرکز آمار ایران، جمعیت بخش سرشیو شهرستان سقز در سال ۱۳۸۵ برابر با ۱۰۶۲۶ نفر بوده‌است.